# Georges Varenne
Pour les articles homonymes, voir Varenne.
Georges Varenne, né le 4 septembre 1896 à Saint-Fargeau (Yonne) et mort en déportation le 15 septembre 1942 à Auschwitz-Birkenau (sur le certificat de décès établi au camp, à destination du registre d’état civil de la municipalité d’Auschwitz, est inscrite la date du 1er novembre 1942,), est un instituteur communiste français, syndicaliste et résistant de la Seconde Guerre mondiale.

## Biographie
Il combat durant la Première Guerre mondiale et est gazé à Verdun. Il est décoré de la Croix de guerre 14-18 et refuse la Légion d'Honneur. Il est démobilisé en 1919 et garde de son expérience militaire de solides convictions pacifistes. Il adhère à la SFIO en 1919 et rejoint le PCF dès 1920 à la suite du congrès de Tours.
Il est instituteur et enseigne dans plusieurs communes de l'Yonne dont Irancy et Laroche-Saint-Cydroine. 
Il est mobilisé en 1940 et participe à la bataille de France. De retour dans l'Yonne, il participe activement à la Résistance dans le département dès 1940. Il est arrêté le 21 juin 1941 par les Allemands et déporté vers Auschwitz-Birkenau par le convoi du 6 juillet 1942. Il meurt à Auschwitz le 15 septembre, probablement du typhus,.

## Vie personnelle
Il est père de trois enfants dont  Pierre Louki et l'institutrice et militante communiste Suzette Cordillot (par ailleurs épouse de Jean Cordillot) et mère de l'historien Michel Cordillot.
Son frère André Varenne a également été un résistant communiste de l'Yonne.

## Hommages
- Une plaque commémorative est apposée sur l'ancienne école d'Irancy.
- L'école de Laroche-Saint-Cydroine ainsi qu'une rue de la commune, portent son nom.
- Une rue de Bobigny porte son nom.